# 赫伯特·布隆斯泰特
赫伯特·托尔松·布隆斯泰特（瑞典語：Herbert Thorson Blomstedt，瑞典語發音：[ˌhæɹːbəʈ ˈblʊmːstɛt]，1927年7月11日—），瑞典指挥家。

## 生平

### 早年
赫伯特·布隆斯泰特出生于美国斯普林菲尔德，父母是瑞典人，两岁时随父母迁回瑞典。布隆斯泰特最早于1945-1950年在斯德哥尔摩皇家音乐学院师从托尔·曼，以及于1948-1952年在乌普萨拉大学师从卡尔-阿兰·莫贝里接受了音乐教育，並由費梅兀斯（Lars Fermæus）啟蒙小提琴演奏。他在纽约茱莉亚音乐学院师从让·莫雷尔完成了指挥课程，1949年在达姆施塔特师从约翰·凯奇学习当代音乐，还在巴塞尔涉猎过文艺复兴和巴洛克音乐。此外，他曾在萨尔茨堡和坦格活德分别跟随指挥家马克维奇和伯恩斯坦工作过。他于1953年获得库塞维茨基指挥奖，并于1955年赢得萨尔茨堡指挥比赛。

### 指揮職涯
布隆斯泰特职业生涯早期主要在斯堪的纳维亚地区，担任过多个乐团的音乐总监或首席指挥，包括：北雪平交响乐团（1954－1962年）、奥斯陆爱乐乐团（1962－1968年）、丹麦广播交响乐团（1967－1977年）、瑞典广播交响乐团（1977－1982年）等。1975至1985年间他担任德累斯顿国立乐团首席指挥，在此期间录制了许多广受好评的唱片，包括理查德·施特劳斯的作品以及贝多芬和舒伯特交响曲全集，并带领乐团进行国际巡演。
1985至1995年间，布隆斯泰特担任旧金山交响乐团的音乐总监，在Decca的录音作品获得过格莱美奖和留声机奖等诸多奖项。此后，他先后担任北德广播交响乐团（1996－1998年）和莱比锡布商大厦管弦乐团（1998－2005年）的首席指挥。
目前布隆斯泰特是多家世界著名乐团的名誉指挥，包括旧金山交响乐团、班贝格交响乐团、丹麦国家交响乐团、NHK交响乐团、瑞典广播交响乐团、莱比锡布商大厦管弦乐团、德累斯顿国立乐团等等。

## 作品

### 商業錄音
布隆斯泰特录制过贝多芬、尼尔森、舒伯特和西贝柳斯的全套交响曲。

## 評價
布隆斯泰特以演绎德奥作曲家和斯堪的纳维亚地区作曲家（包括贝瓦尔德、尼尔森、西贝柳斯和斯丹哈默）的作品而著名，其詮釋被認為相當忠於樂譜，指揮上則具有「相當透明的肌理」。

## 個人生活
布隆斯泰特是一名基督复临安息日会信徒，因此週六从来不排练乐队，但他仍然会指挥音乐会。
虽然布隆斯泰特不吸烟，不喝酒、咖啡及茶，且为素食主义者，但他曾表示他能在高龄胜任繁重的演出安排，不是因为他的生活方式，而在于他对音乐的热爱。
布隆斯泰特育有四个女儿，现居瑞士卢塞恩。

## 荣誉
- 迪森指挥奖（英语：Ditson Conductor's Award）（美国，1992年）[1]
- 德累斯顿国家管弦乐团金质荣誉勋章（德国，2007年）[10]
- 德意志联邦共和国大十字勋章（德国，2003年）[10]
- 肖克奖音乐艺术奖（瑞典，2014年）[11]
- 莱奥尼·桑宁音乐奖（英语：Léonie Sonning Music Prize）（丹麦，2016年）[12][10]
- 勃拉姆斯奖（英语：Brahms-Preis）（德国，勃拉姆斯协会，2017年）[13]
- 旭日中绶章（日本，2018年4月29日公布[14]）

## 外部連結
- 赫伯特·布隆斯泰特在Allmusic上的頁面
- 赫伯特·布隆斯泰特的Discogs页面（英文）
- 旧金山交响乐团上的赫伯特·布隆斯泰特传记
- 赫伯特·布隆斯泰特的访谈 （页面存档备份，存于），1988-01-08